# ورتشك
ورتشك هي قرية في مقاطعة سردشت، إيران. يقدر عدد سكانها بـ 228 نسمة بحسب إحصاء 2016.